# ボンド (ケニア)
ボンド(英語：Bondo)は、ケニア南西部のシアヤ郡の最大の町。
2009年8月24日の人口は1万4745人。
旧ニャンザ州の州都であったキスムの50km西に位置する。
ジャラモギ・オギンガ・オディンガ科学技術大学が有る。

## 歴史
2017年10月13日、大統領選に対するデモ隊に警察が発砲し、2人が殺害された。
ボンドはライラ・オディンガ元首相の地盤で、デモ隊は彼の支持者だった
。

## 下位行政区分
- アジゴ区
- ニャウィタ区（英語版）
- 東バー・コウィノ区
- 西バー・コウィノ区
- ボンド町

これら全てがボンド選挙区に含まれる。

## 著名人
- ジャラモギ・オギンガ・オディンガ：1911年～1994年。ルオ人。同国初代副大統領(1964年～1966年)。独立運動を率い、独立後は一貫して野党指導者を務めた。

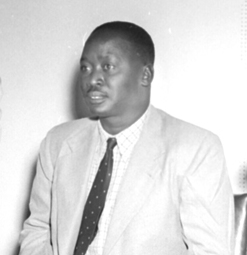
ジャラモギ・オギンガ・オディンガ

- ライラ・アモロ・オディンガ：1945年～。同国元首相(2008年～2013年)。ジャラモギ・オギンガ・オディンガの息子。

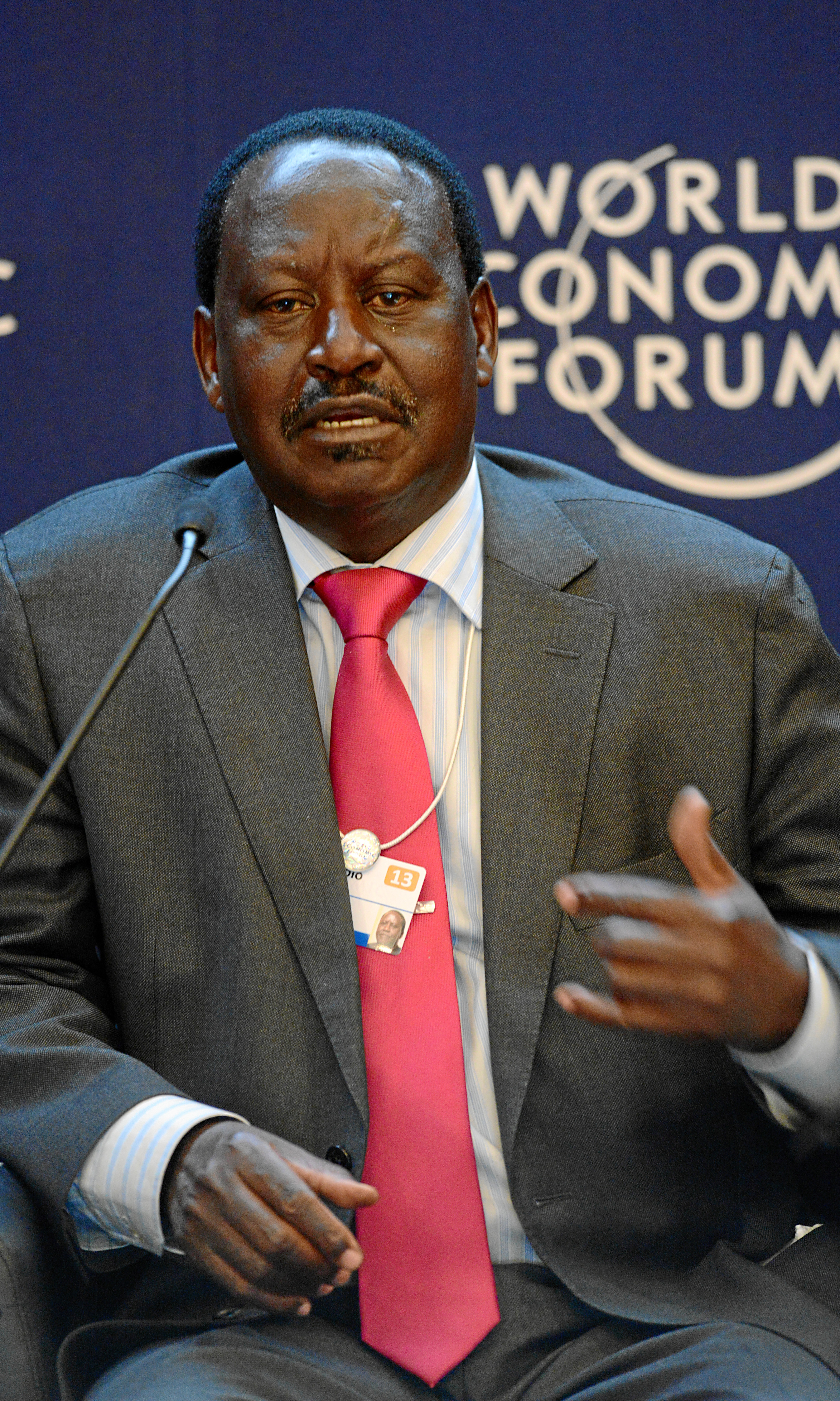
ライラ・オディンガ